# Uncastillo
 (août 2010).
Uncastillo est une commune d’Espagne, située dans la province de Saragosse, une communauté autonome d'Aragon, de la comarque de Cinco Villas.

## Géographie
La commune de Uncastillo est bordée au nord par le Sos del Rey Catolico et Petilla d'Aragon (une enclave de la province de Navarre, en Aragon), Isuerre et Lobera Onsella ; à l'est par la commune de Luesia, au sud par les communes de Sádaba et Layana, et à l'ouest par Sádaba Castiliscar et Sos del Rey Católico.
La majeure partie de son territoire appartient au bassin de la rivière Riguel, un affluent de la rivière Arba de Luesia. Celle-ci coule à travers plusieurs ravins, parmi lesquels les gorges de Anas, de la ravine Petilla ou celle de Baztanés. Cependant, une petite partie du nord-est (dans la zone du château Sibirana) se jette directement dans la rivière Arba de Luesia,en particulier le Barranco de Olid.
La commune est montagneuse, surtout dans sa partie septentrionale, et appartient à la chaîne de la Sierra de Santo Domingo, où se trouvent les sommets les plus élevés: Selva (1159 m) et Cruz (1132) sur la frontière avec Petilla d'Aragón, l'Alto de Bañón (1130 m) à la frontière avec Luesia,  et Fayanás (1.128 m), à la frontière entre Uncastillo, Luesia et Lobera de Onsella.

## Jumelage
- Morlaàs, France

## Galerie d'images

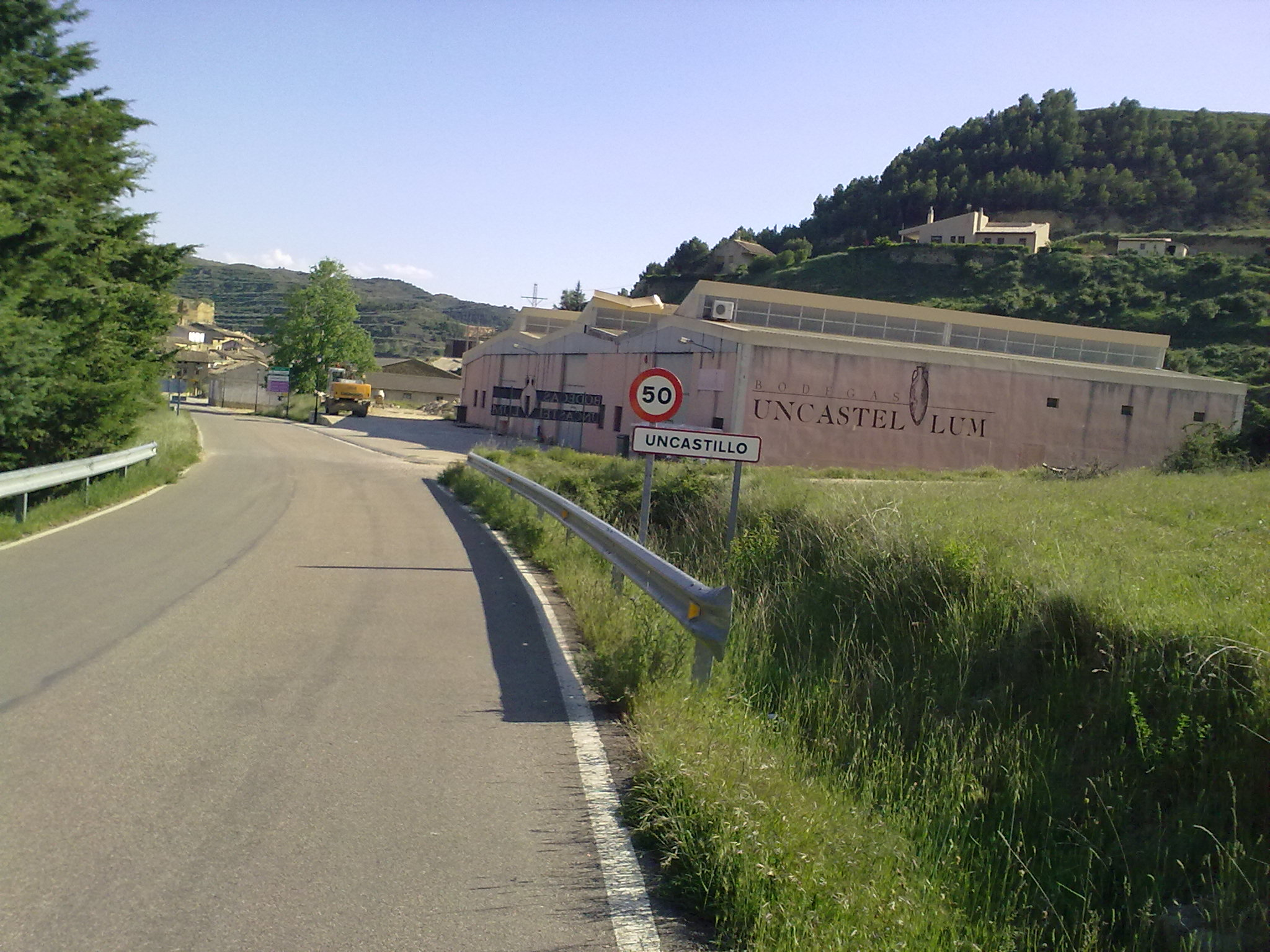
Uncastillo entrée dans le village.
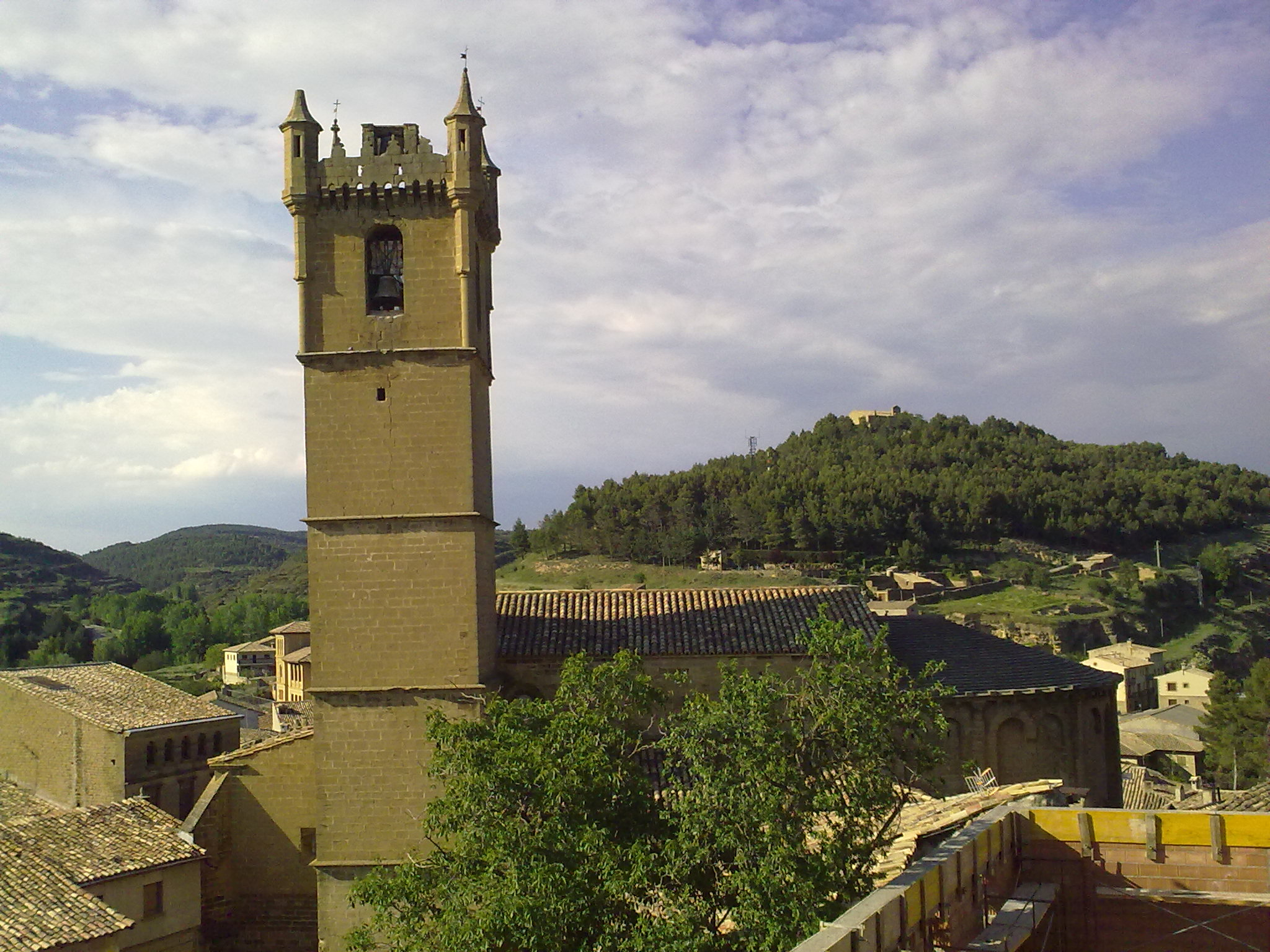
Uncastillo église.
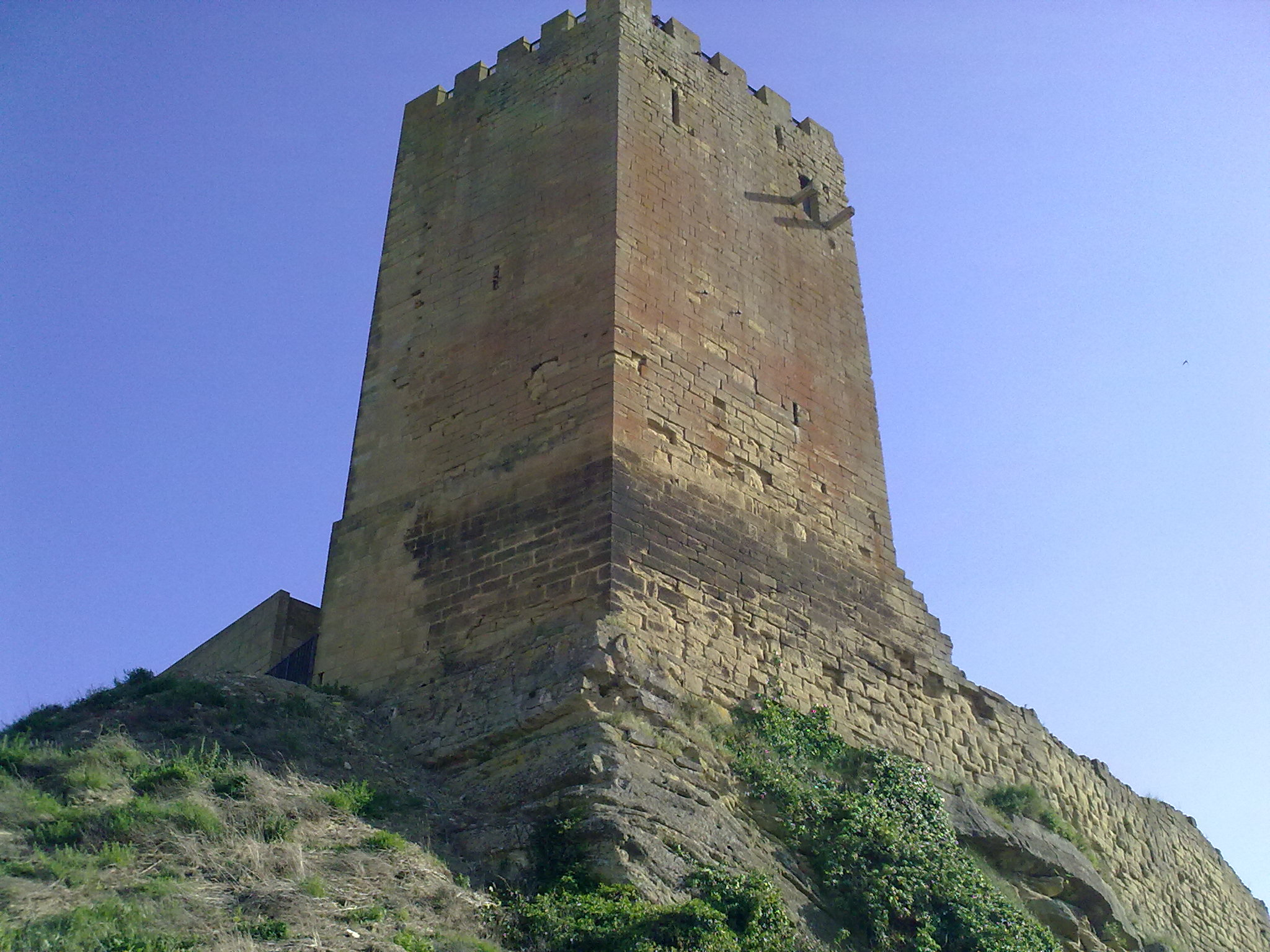
Uncastillo le château.